# Glochidion nadeaudii
Glochidion nadeaudii là một loài thực vật thuộc họ Euphorbiaceae.